# Siq
El Siq (àrab: السيق, as-Sīq) és l'entrada principal a l'antiga ciutat de Petra, al sud de Jordània. L'estret congost (arribant a un mínim de 3 metres en alguns punts) serpenteja al llarg d'1,2 km per desembocar a les ruïnes més elaborades de Petra, Al Khazneh (el Tresor). La vall on s'emplaça el Siq es coneix com a Bab as-Sīq (‘Porta del Siq’).
A diferència d'altres canons de ranura formats directament per l'erosió de l'aigua, el Siq és una falla natural originada per forces tectòniques. Un cop format, doncs, i al llarg de molts anys, ja va ser l'aigua qui hi va anar donant la forma actual. Les parets del Siq tenen una alçada entre 91 i 182 m d'alçada.
L'entrada al Siq conté una enorme presa, reconstruïda el 1963 i novament el 1991, dissenyada per impedir la inundació del Siq i desviar les aigües de Wadi Musa. La presa actual és una fidel reconstrucció del que van fer els nabateus per controlar Wadi Musa entre el segle i aC i el segle i. L'entrada encara té les restes d'un arc monumental, més concretament els dos pilars i algunes pedres tallades de l'arc. L'arc es va esfondrar el 1896 després d'un terratrèmol, però el seu aspecte és conegut gràcies a les litografies de Matthew Boulby i David Roberts.
El Siq va ser utilitzat com la gran entrada a Petra. Al llarg de les dues parets de la fissura es poden trobar una sèrie de nínxols commemoratius que contenen betils, la qual cosa suggereix que el Siq era un lloc per al poble nabateu. El 1998, es van descobrir unes d'estàtues durant una excavació que es va dur a terme per baixar el nivell de el camí més de 2 metres. Tot i que la part superior està molt erosionada, encara és possible reconèixer les figures de dos comerciants, cadascun amb dos camells. Les figures tenen gairebé el doble de mida natural.
Al llarg del Siq hi ha algunes cambres subterrànies, la funció de les quals encara no s'han aclarit, descartant que siguin tombes, però als arqueòlegs els és difícil creure que eren habitatges. La teoria que compta amb més consens és que s'hi allotjaven els guàrdies que defensaven l'entrada principal de Petra.

## Galeria

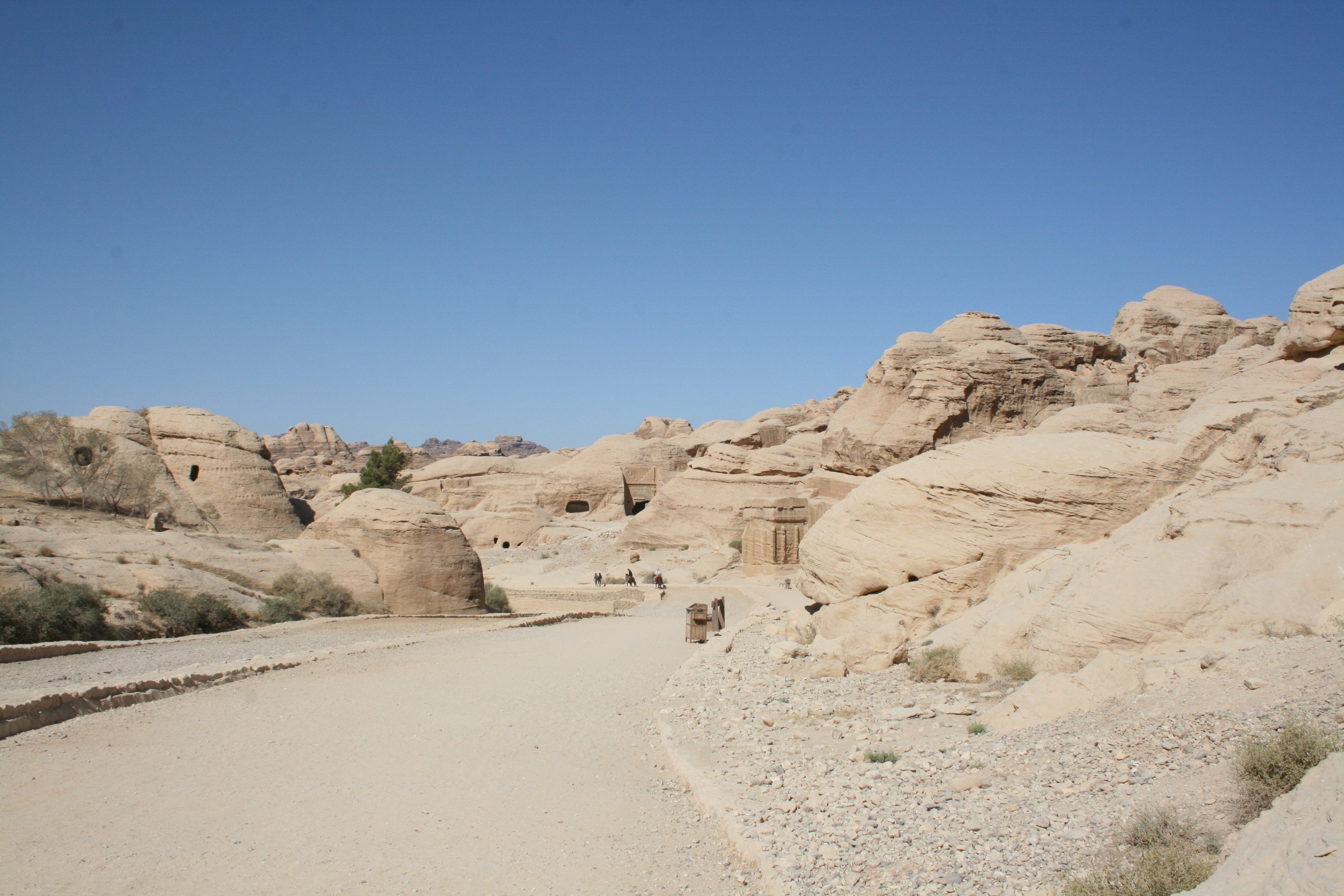
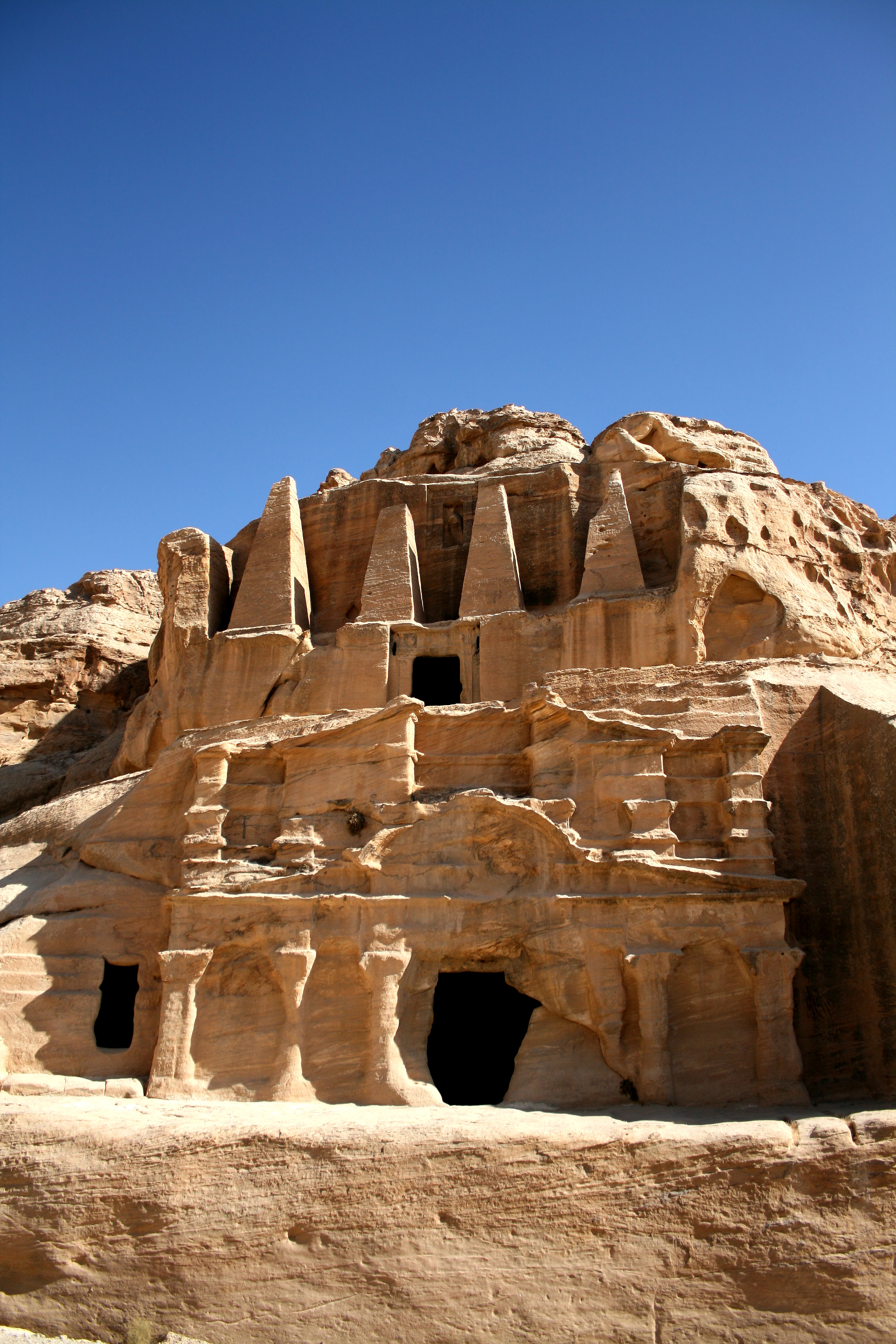
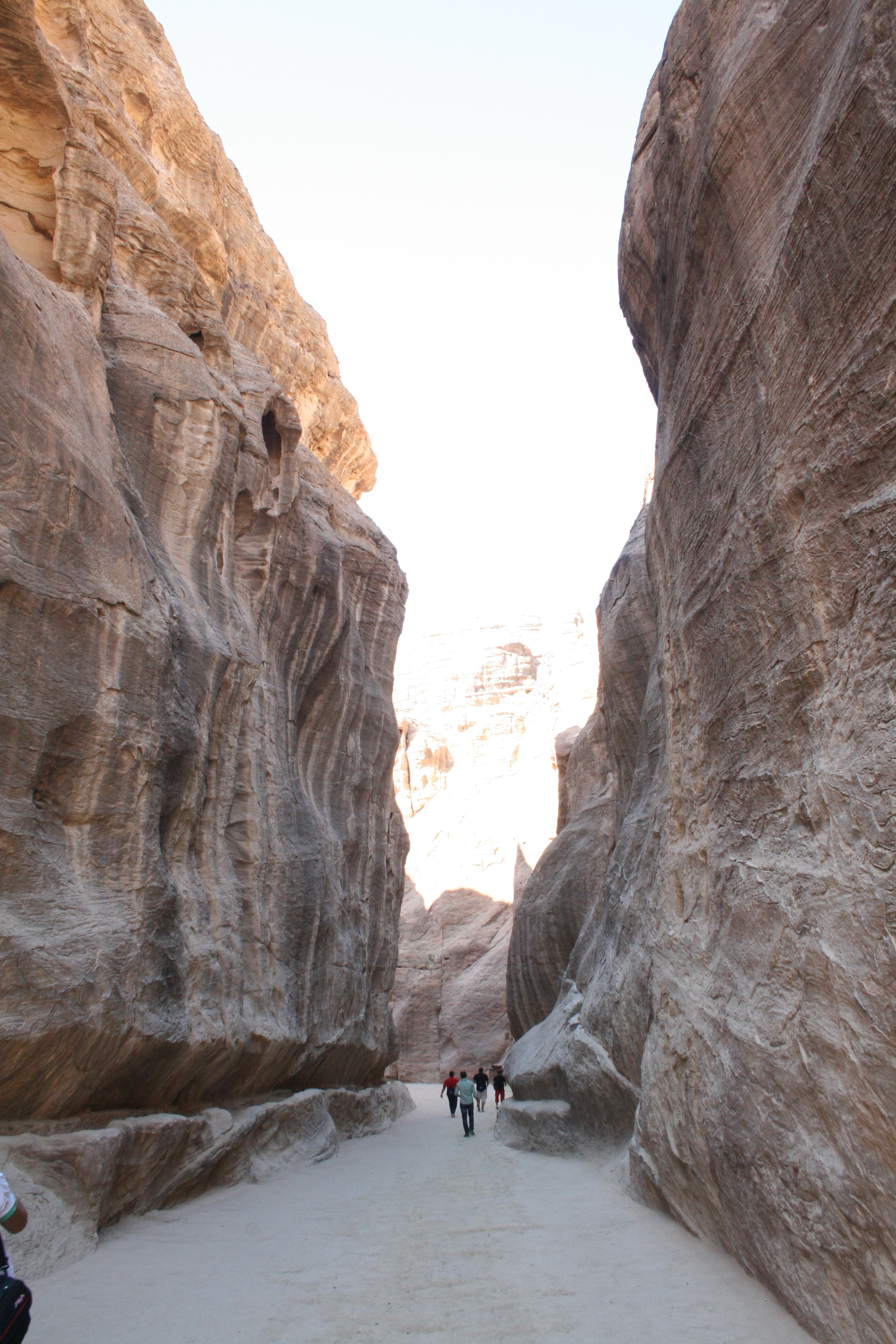
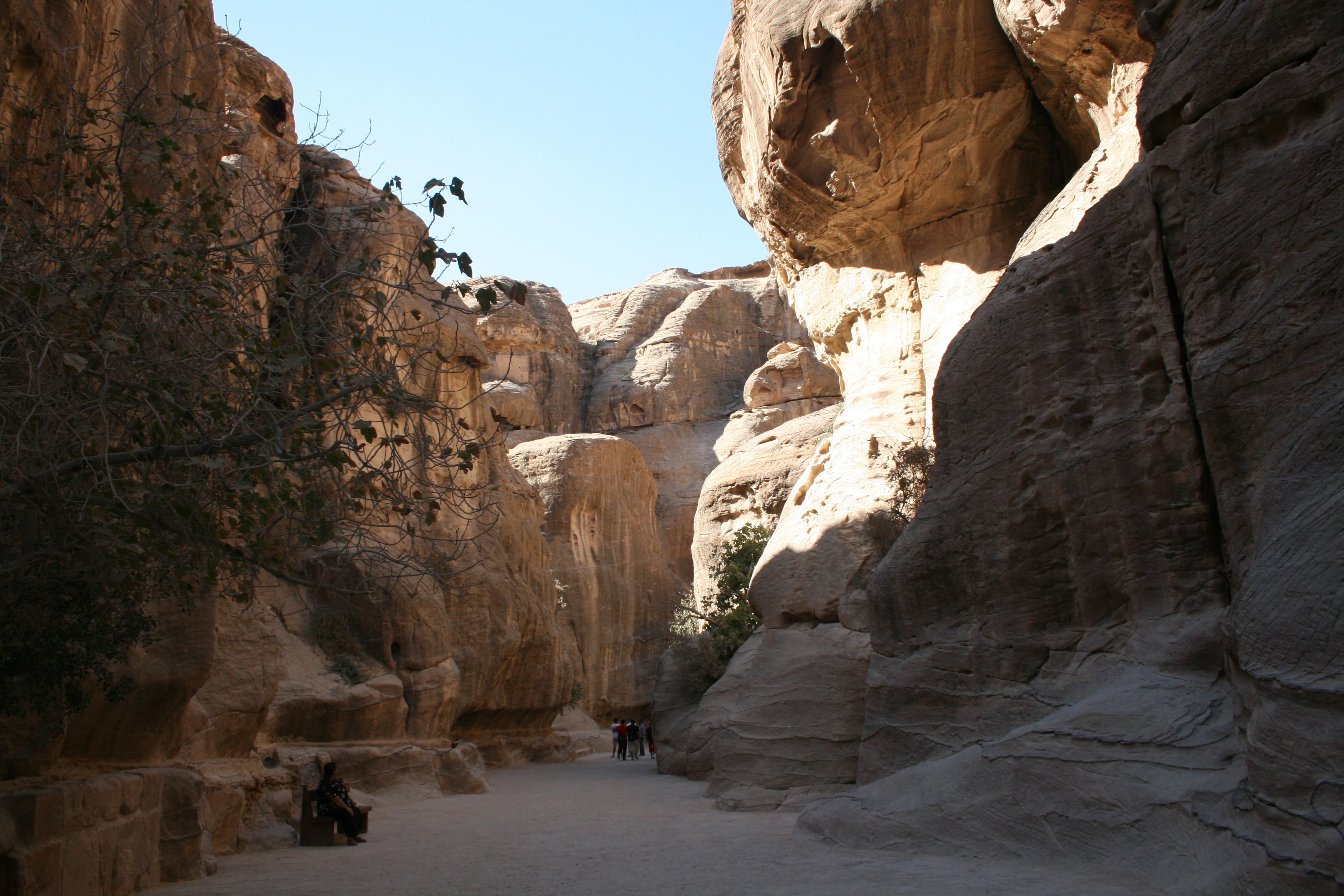
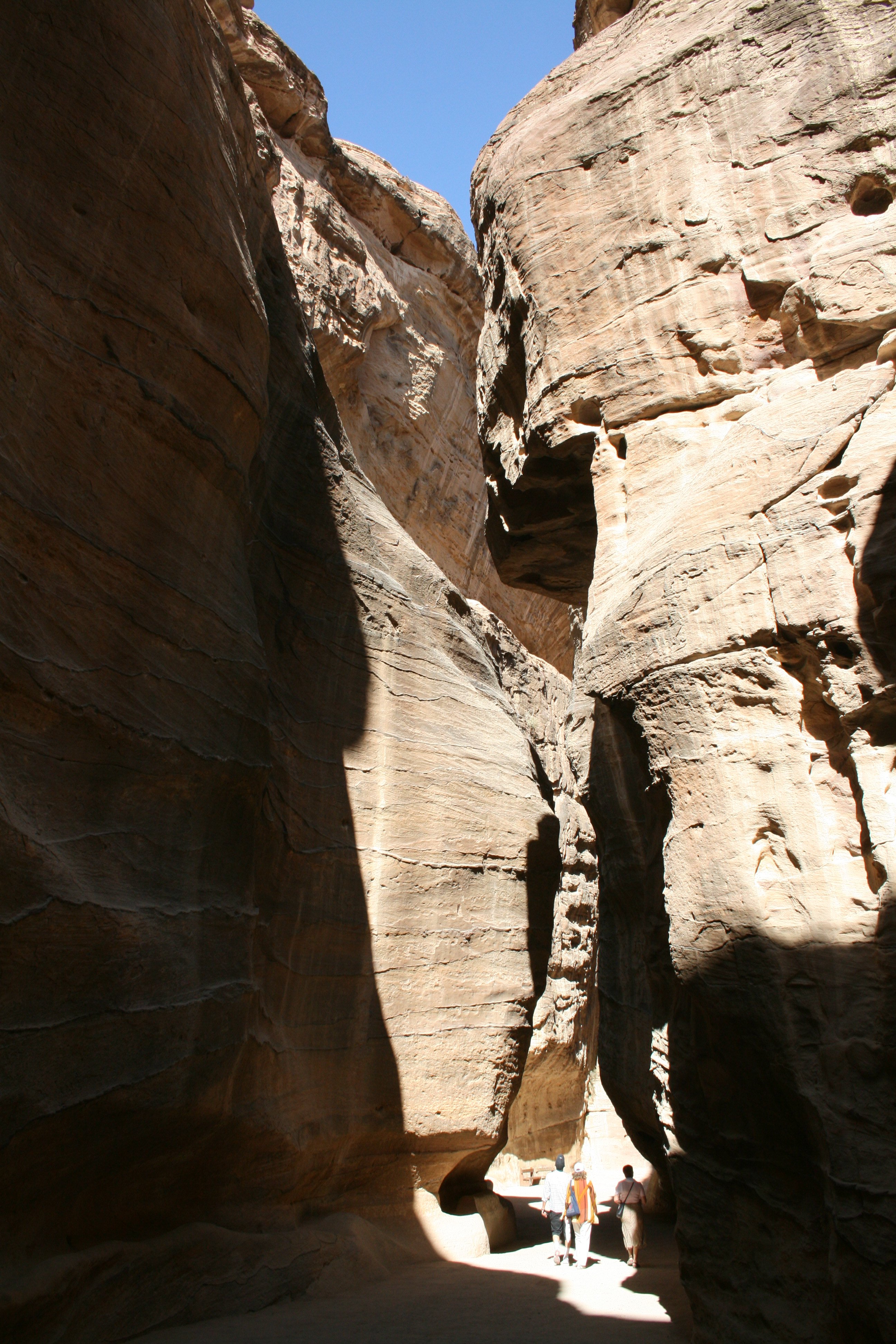
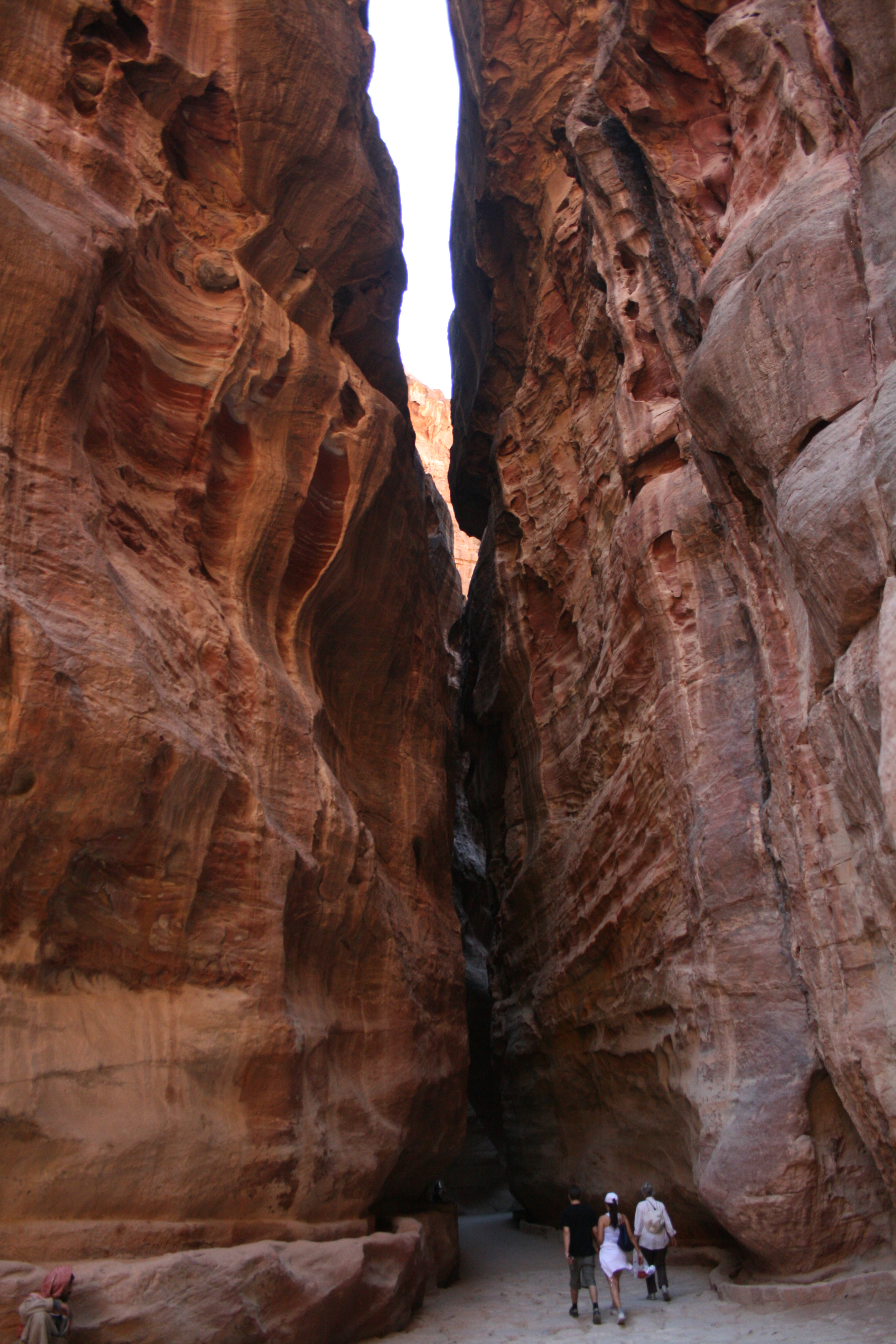
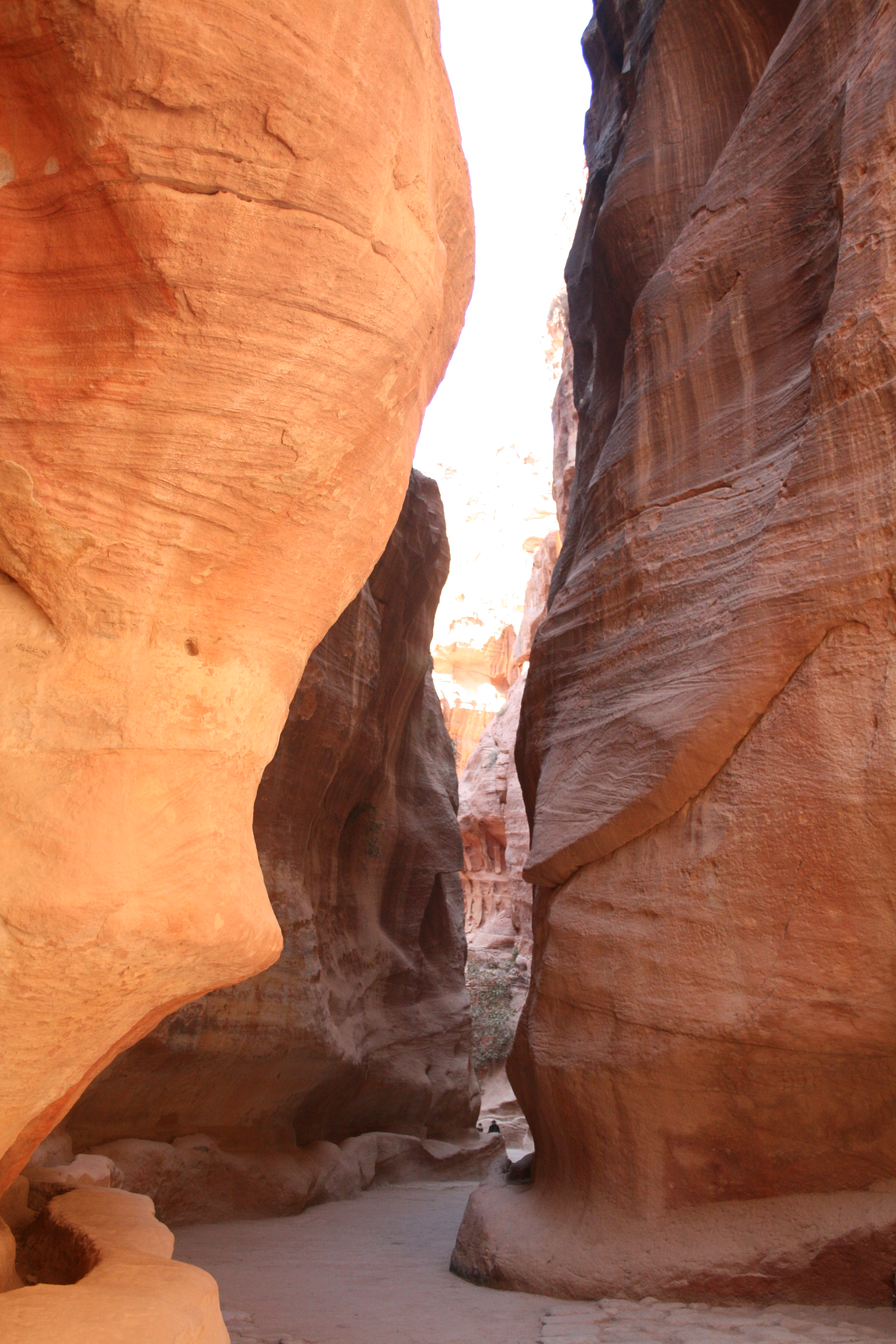